# Jiří Křížek
Jiří Křížek (27. květen 1893 Praha – 5. září 1975) byl český advokát. Byl jedním z odsouzených v procesu se skupinou Milady Horákové.

## Životopis
Narodil se do dobře situované rodiny na pražských Vinohradech. Otec Adolf Křížek byl ředitelem banky Slavia a matka Kristina, roz. Klecandová, byla v domácnosti. Pkřtěn byl jmény Jiří Jaroslav Adolf. V letech 1905-1912 studoval na českém gymnáziu na Královských Vinohradech. V roce 1912 začal studovat na právnické fakultě, nicméně jeho studium bylo přerušeno válkou. V roce 1914 musel narukovat a o rok později byl zraněn na ruské frontě. Další měsíce strávil zotavováním a poté působil v armádě jako instruktor nováčků a na frontu se již znovu nedostal. V rakousko-uherské armádě dosáhl hodnosti poručíka. Po vzniku republiky se účastnil bojů na Slovensku a do zálohy odešel jako štábní kapitán. Po válce se vrátil zpět ke studiu práv, které dokončil v roce 1920 
V roce 1920 se přestěhoval na Slovensko, kde působil nejprve jako koncipient a od roku 1925 pracoval jako samostatný advokát. Dokázal zde využít své jazykové znalosti a získat si kontakty i v diplomatických kruzích. Na Slovensku zůstal až do roku 1939, kdy se po okupaci Československa vrátil zpět do Prahy, kde nepříliš úspěšně pokračoval ve své advokátské činnosti. Od roku 1940 měl být aktivní ve zpravodajských službách ilegální skupiny Dr. Lányho, která pracovala pro londýnskou exilovou vládu. Zúčastnil se i Pražského květnového povstání.
Po válce se pro něho situace změnila. Podařilo se mu zužitkovat diplomatické kontakty získané na Slovensku. Jako advokát zastupoval nejen britské, indické a rakouské velvyslanectví, ale také některé šlechtické rody. Mezi jeho klienty patřili např. Lobkowiczové, Kinští nebo Schwarzenbergové. Po roce 1945 také vstoupil do Československé strany lidové.

### Pronásledování po roce 1948
Rozhodnutím Krajského sdružení advokátů v Praze z prosince 1949 byl do konce února 1950 nucený zlikvidovat svoji advokátní kancelář. V únoru 1950 byl vzat do vazby. Ke skupině Milady Horákové byl přiřazen až dodatečně. Ostatní obžalované neznal. Byl obviněn ze spáchání zločinu velezrady a vyzvědačství. Soudní líčení proběhlo ve dnech 31. května až 8. června 1950. Nakonec byl odsouzen k 22 letům těžkého žaláře a druhému nejvyššímu finančnímu trestu ve výši 150 000 Korun Československých. Dále mu bylo zkonfiskováno celého jmění a na 10 let byl zbaven čestných práv občanských. Poskytování právních služeb západním ambasádám a šlechtě mělo posloužit jako záminka k obviněním a roli v tom, že byl Jiří Křížek vybraný pro tento ostře sledovaný proces, sehrálo i jeho členství v ČSL.
Do vysílání rozhlasu se poprvé dostal až při závěrečných řečech, kdy mimo jiné také řekl: „Pokud mého stavu zvlášť se týče, chtěl jsem docela stručně, nikoliv jako advokát, ale jako člověk vylíčit příčiny, které mne vedly k páchání takovéto trestné činnosti. Nehledě na to, že jsem měšťáckého původu a byl jsem vychován v měšťácké ideologii, byla to ta okolnost zaměstnání advokáta 20 let v Bratislavě, 10 let v Praze, přivádělo mě výlučně do styku s buržoazií, aristokracií a posléze diplomacií. Byla to moje vlastní chyba, což dnes uznávám, že jsem nehledal nikdy styku s prostým lidem a tak mi zůstaly jeho přání a tužby neznámy." Proces s Křížkem trval hodinu a dvacet minut, do rozhlasového vysílání se ale 5. června nedostal. Křížek prošel několika věznicemi, Mírovem, Valdicemi a Leopoldovem. Vězněn do roku 1963, kdy u prezident udělil milost pod podmínkou sedmi let bez spáchání úmyslného trestného činu.
Poté mu nebyl přiznán starobní důchod, a tak se živil jako knihkupecký příručí. Zemřel dva dny po své manželce Anně 5. září 1975.